# Amanda Palmstierna
Amanda Palmstierna (nascida em 1977) é uma política sueca. Desde 1 de outubro de  2019 ela serve como membro do Riksdag representando o distrito eleitoral do Condado de Estocolmo. Ela tornou-se membro depois de Gustav Fridolin ter renunciado ao seu lugar como parlamentar.